# پلاترز
پلاترز یک گروه آواز آمریکایی است که در سال ۱۹۵۲ تشکیل شد. آنها یکی از موفق‌ترین گروه‌های آوازی دوران اولیه راک اند رول هستند. صدای متمایز آن‌ها سنت پیش از راک تین پان آلی به ژانر رو به رشد جدید پل می‌کند. این عمل در طول سال‌ها چندین خط تولید را پشت سر گذاشته است و برچسب برندسازی «صداهای بسیاری یک نام» را برای آن به ارمغان آورده است و موفق‌ترین تجسم آن شامل تِنور اصلی، تونی ویلیامز، دیوید لینچ، پل رابی، بنیان‌گذار و عضو نام‌گذار هرب رید و زولا تیلور است. این گروه بین سال‌های ۱۹۵۵ تا ۱۹۶۷، ۴۰ تک‌آهنگ در بیلبورد هات ۱۰۰ داشت که شامل چهار آهنگ شماره یک می‌شد. در سال ۱۹۹۰، پلاترز به تالار مشاهیر راک اند رول راه یافت. پلاترز با هرب رید انترپرایز (یک LLC که توسط رید در پاسخ به گروه‌های تقلبی متعدد پلاترز راه‌اندازی شد) که حقوق و علامت تجاری این نام را در اختیار دارد، به اجرای خود در سراسر جهان ادامه می‌دهد.
پلاترز در سال ۱۹۵۲ در لس آنجلس تشکیل شد و در ابتدا توسط رالف باس، مردی از A&amp;R فدرال رکوردز مدیریت شدند. گروه اصلی از هرب رید، الکس هودج، کارنل گانتر و جو جفرسون تشکیل شده بود.رید نام گروه را برگزید وقتی که با هاج و دیگران در اطراف یک میز آشپزخانه نشسته بود. او از «صفحه گردان» یک دستگاه فونوگرافی قدیمی و «پلاترز» که روی دیسک‌های وینیل چرخش می‌کرد الهام گرفته شد. 